# 荃银高科
安徽荃银高科种业股份有限公司（英語：Winall Hi-Tech Seed Co.,Ltd.；深交所：300087，简称：荃银高科），是中国深圳证券交易所的一家上市公司，主要从事优良水稻、玉米、小麦等主要农作物种子的研发、繁育、推广、服务。
公司前身为2002年成立的安徽荃银禾丰种业有限公司，2008年整体变更设立股份公司并更为现名。2010年5月26日在深圳证券交易所创业板挂牌上市。2014年获国家高新技术企业认定。2018年12月，中化集团全资子公司中化现代农业有限公司成为公司第一大股东。
公司控股股东为中国种子集团有限公司，实际控制人为国务院国有资产监督管理委员会。
2022年，公司实现营业收入34.91亿元，同比增长38.51%；实现净利润12.33亿元，同比增长38.05%。